# Thermophylax tyoployensis
Thermophylax tyoployensis är en nattsländeart som beskrevs av Nimmo 1995. Thermophylax tyoployensis ingår i släktet Thermophylax och familjen husmasknattsländor. Inga underarter finns listade i Catalogue of Life.